# Don't Tread on Me (álbum)
Don't Tread on Me es el octavo álbum de estudio de la banda estadounidense de rock alternativo, 311, que fue publicado el 16 de agosto de 2005 por Volcano Entertainment. Fue grabado entre febrero y mayo de 2005 en los estudios The Hive en North Hollywood, Los Ángeles, California.
El primer sencillo, «Don't Tread on Me», fue lanzado a la radio el 26 de julio de 2005. Alcanzó el puesto 2 en la lista Billboard Modern Rock Tracks y número 1 en la lista musical R&R Panel Alternative Chart. El segundo sencillo, «Speak Easy», fue lanzado el 22 de noviembre de 2005 y un tercer sencillo, «Frolic Room», fue lanzado el 13 de junio de 2006.
Don't Tread on Me debutó y alcanzó el puesto número 5 en el Billboard 200, vendiendo 91,000 copias en su primera semana de lanzamiento.

## Recepción de la crítica
Tom Sinclair para el medio Entertainment Weekly indicó en su reseña que «La especialidad de 311 es el alegre pop-punk con adornos ocasionales de reggae, y el quinteto de Los Ángeles es muy bueno en lo que hacen. El problema es que lo que hacen acá no es muy bueno. Serio, profesional, inofensivo: estas no son cualidades que buscamos en las bandas que llevamos a nuestro corazón. Las melodías intermitentemente pegadizas ayudan un poco, pero no lo suficiente en Don't Tread on Me para contrarrestar el aura abrumadora de la insipidez de los números».
Christian Hoard para Rolling Stone señaló sobre el álbum que «Este quinteto de Los Ángeles, que alguna vez fue prominente, siempre se destacó entre la multitud de rap-rock gracias a su positividad pseudo-Rasta y su skank de frat-boy. Pero en su octavo álbum, 311 se distancia aún más de los elegantes sonidos híbridos que los hacían algo interesantes».
Johnny Loftus escribió para AllMusic que «311 nunca está lejos de un giro dub orgánico o un momento pesado, y siempre hay un ritmo elástico y ajustado a la batería que serpentea debajo de la configuración de dos vocalistas y las guitarras agudas del grupo. Don't Tread on Me sugiere que 311 está jugando un poco a lo seguro. No hay pasos en falso en el álbum, y los fieles fanes del grupo tendrán mucho con lo que rockear. Pero Don't Tread on Me todavía se siente como un álbum para crecer en lugar de uno para recordar».

## Lista de canciones
| CD    |                            |                                      |                         |          |  |
| N.º   | Título                     | Letras                               | Voz principal           | Duración |  |
| 1.    | «Don't Tread on Me»        | Nick Hexum, SA Martinez, Aaron Wills | Nick Hexum, SA Martinez | 3:07     |  |
| 2.    | «Thank Your Lucky Stars»   | Hexum, Martinez, Chad Sexton         | Martinez, Hexum         | 3:24     |  |
| 3.    | «Frolic Room»              | Hexum, Martinez                      | Hexum, Martinez         | 3:34     |  |
| 4.    | «Speak Easy»               | Hexum, Martinez, Sexton              | Martinez, Hexum         | 3:26     |  |
| 5.    | «Solar Flare»              | Hexum, Martinez                      | Martinez, Hexum         | 3:11     |  |
| 6.    | «Waiting»                  | Hexum, Martinez                      | Hexum, Martinez         | 3:17     |  |
| 7.    | «Long for the Flowers»     | Hexum, Martinez                      | Hexum, Martinez         | 2:49     |  |
| 8.    | «Getting Through to Her»   | Martinez, Giff Tripp                 | Martinez                | 3:24     |  |
| 9.    | «Whiskey & Wine»           | Hexum, Martinez                      | Hexum, Martinez         | 2:59     |  |
| 10.   | «It's Getting OK Now»      | Tim Mahoney, Martinez                | Martinez                | 3:04     |  |
| 11.   | «There's Always an Excuse» | Hexum, Martinez, Wills               | Hexum, Martinez         | 5:07     |  |
| 37:27 |                            |                                      |                         |          |  |

| iTunes Bonus Track |                  |                                      |                 |          |  |
| N.º                | Título           | Letras                               | Voz principal   | Duración |  |
| 12.                | «Little Brother» | Hexum, David Kahne, Martinez, Sexton | Hexum, Martinez | 3:27     |  |
| 40:54              |                  |                                      |                 |          |  |

| Lanzamiento como archivo de compilación |                                                                |                         |                 |          |  |
| N.º                                     | Título                                                         | Letras                  | Voz principal   | Duración |  |
| 13.                                     | «Into the Flame»                                               | Hexum, Martinez, Sexton | Hexum, Martinez | 3:27     |  |
| 14.                                     | «Stealing My Girl» (relanzada como «The Call» en Stereolithic) | Hexum, Martinez, Wills  | Hexum, Martinez | 2:59     |  |

| Unreleased |                 |                               |                 |          |  |
| N.º        | Título          | Letras                        | Voz principal   | Duración |  |
| 15.        | «Take My Money» | Hexum, Kahne, Martinez, Wills | Martinez, Hexum | 3:27     |  |
| 16.        | «T.H.A.W.»      | Hexum, Martinez               |                 |          |  |

## Personal
Créditos adaptados de las notas del álbum.
| 311 - Nick Hexum – vocalista principal, guitarra - SA Martinez – voces - Chad Sexton – batería, percusión - Tim Mahoney – guitarra - Aaron Wills – bajo Músico de soporte - Robert Greenidge – sartenes en «Speak Easy» | Producción - 311 – productor - Ron Saint Germain - productor, ingeniero, mezclas - Giff Tripp – ingeniero asistente - David Kahne – preproducción adicional - Jason Walters – gerente de estudio - Bryan Manley – técnico de estudio - Joe Gastwirt – masterización - Shepard Fairey – diseño de arte - Myriam Santos-Kayda – fotografías - Pablo Mathiason – A&R |

## Posicionamiento en listas
| Lista (2005)                   | Mejor posición |
| ------------------------------ | -------------- |
| Estados Unidos (Billboard 200) | 5              |